# Архипов Пруд
Архи́пов Пруд (рос. Архипов Пруд) — присілок у складі Увинського району Удмуртії, Росія.

## Населення
Населення — 12 осіб (2010; 20 в 2002).
Національний склад станом на 2002 рік:
- удмурти — 50 %
- росіяни — 50 %

## Урбаноніми[3]
- вулиці — Архиповська